# Octobre 1947

## Événements
- 1er octobre : premier vol du prototype du chasseur à ailes en flèche F-86 Sabre.

- 5 octobre : création du Kominform « Internationale communiste » en remplacement du Komintern, lors de la réunion de Szlarska-Poreba en Pologne. C'est un bureau d’information chargé de coordonner les activités de neuf partis communistes européens.

- 8 octobre : la Diète japonaise adopte la nouvelle Constitution. Le suffrage universel est étendu aux deux sexes.

- 9 octobre : une junte militaire menée par Phibun prend le contrôle du gouvernement en Thaïlande et reste au pouvoir, hormis un bref interlude au début de 1948, jusqu’en 1957. Sous son autorité dictatoriale, la Thaïlande entretient d’étroites relations avec les États-Unis et le Royaume-Uni.

- 10 octobre : premier vol de l'appareil de recherches Arsenal O-101.

- 11 octobre : grève des cheminots maliens et sénégalais du Chemin de fer du Dakar-Niger[1].

- 14 octobre : l’Américain Chuck Yeager devient le premier pilote américain à franchir le mur du son en palier, à bord de son appareil, un Bell X-1 en atteignant la vitesse de 1 126 km/h soit Mach 1,06 à 12 800 m d'altitude.

- 19 - 26 octobre : victoire du RPF aux élections municipales française. Le MRP s’effondre, passant de 23 à 10 % des suffrages. Communistes et socialistes obtiennent respectivement 30 et 14 % des voix.

- 21 octobre :
  - Constitution provinciale de la ville libre hanséatique de Brême.
  - En France, fin du gouvernement Paul Ramadier (1).
  - Premier vol de l'aile volante Northrop YB-49.

- 22 octobre : en France, début du nouveau gouvernement Paul Ramadier (2) président du Conseil.

- 23 octobre : l'écrivain français André Gide reçoit le prix Nobel de littérature.

- 27 octobre : Lucien-Hubert Borne est réélu à la mairie de Québec pour un cinquième mandat consécutif[2].

- 28 octobre :
  - Tchang Kaï-chek prend la direction des opérations militaires contre l’offensive communiste dans le Jiangxi.
  - L'École de médecine vétérinaire est inaugurée à Saint-Hyacinthe, au Québec[3].
  - Élections au Conseil national en Suisse. Le PSS cède sa position de fraction majoritaire au PRD. Le Parti suisse du Travail obtient sept sièges. Le PRD obtient 52 sièges (+ 5), le PSS 48 (- 7), les conservateurs catholiques 44 (+ 1) et les  paysans, artisans et bourgeois 21 (-1).

- 30 octobre : 23 états signent à Genève l'Accord général sur les tarifs douaniers et le commerce (GATT) axés sur la clause de la nation la plus favorisée (entré en vigueur le 1er janvier 1948).

## Naissances
- 1er octobre : Aaron Ciechanover, biologiste israélien, prix Nobel de chimie en 2004.
- 4 octobre  : Julien Clerc, chanteur français.
- 5 octobre : Brian Johnson, britannique, chanteur du groupe de hard rock AC/DC.
- 7 octobre : France Gall, chanteuse française.
- 8 octobre : Emiel Puttemans, athlète belge.
- 10 octobre : 
  - Francis Perrin, comédien français.
  - Christian Dingler, chanteur et compositeur français.
  - Nina Matvienko, chanteuse ukrainienne († 8 octobre 2023).
- 12 octobre : Randy West, acteur pornographique américain († 20 septembre 2024).
- 13 octobre : Jon Gerrard, chef du Parti libéral du Manitoba.
- 14 octobre : 
  - Bernard Ginoux, évêque catholique français, évêque émérite de Montauban.
  - Bruno Masure, journaliste français.
- 15 octobre : Jean-René Ouellet, acteur canadien.
- 20 octobre : Bernard Lapasset, dirigeant sportif français du rugby († 2 mai 2023).
- 23 octobre
  - Christiane Pasquier, actrice canadienne.
  - Max Guazzini, avocat français.
- 26 octobre :
  - Hillary Rodham Clinton, femme politique américain.
  - Dominique Baratelli, footballeur français
- 28 octobre : Henri Michel, footballeur français.
- 29 octobre : Richard Dreyfuss, acteur américain.
- 31 octobre : Jean-Pierre Lledo, scénariste français.

## Décès
- 4 octobre : Max Planck (né en 1858), physicien allemand, inventeur de la théorie des quanta, prix Nobel de physique en 1918.
- 18 octobre : George Henry Peters (né en 1863), astronome américain.
- 20 octobre : Paul Carton, 72 ans, médecin français, fondateur d'une méthode thérapeutique naturelle. (° 1875)
- 22 octobre : Antoine Richard, historien, professeur, militant communiste et syndicaliste français (° 25 mai 1890).
- 30 octobre : Julien-Édouard-Alfred Dubuc, homme d'affaires et homme politique canadien